# Redmond Watt
Sir Charles Redmond "Reddy" Watt (1950) è un generale inglese.

## Carriera
Fu educato all'Eton College e Christ Church, Oxford ed entrò nelle Welsh Guards nel 1972. Frequentò lo Staff College, Camberley nel 1982 e nel Higher Command and Staff Course.
Promosso tenente colonnello il 30 giugno 1988, egli divenne comandante del primo battaglione delle Welsh Guards nel 1990. Il 30 giugno 1993 fu promosso a brigadiere e servì come ufficiale comandante della III brigata di fanteria (1994-1995).
Il 17 agosto 1998 egli fu promosso a maggiore generale e divenne generale comandante della I divisione corazzata.
Watt divenne maggiore generale della Household Division e del London District nel 2000, le cui capacità ebbe un ruolo significativo nel funerale della Elizabeth Bowen-Lyon nel 2002.
Nel 2003 divenne Deputy Commander Land Forces. Nel 2005 è stato nominato HQ Northern Ireland. È stato Commander-in-Chief, Land Command.
Nel 2011 divenne governatore del Royal Hospital Chelsea, restando in carica fino al 2018.